# 湖北锥
湖北锥（学名：Castanopsis hupehensis）为壳斗科锥属下的一个种。其种加词“hupehensis ”意为“湖北的”。